# Curt Sandig
Curt Sandig (* 6. Mai 1901 in Klotzsche; † 1. September 1981 in Bad Kohlgrub) war ein deutscher Wirtschaftswissenschaftler und Hochschullehrer, dessen Ansatz zur Unternehmensführung die Entwicklungsrichtung einer bedeutenden Betriebswirtschaftslehre maßgebend beeinflusste.

## Leben
Sandig studierte an den Handelshochschulen Mannheim, Leipzig und Berlin. Er wurde 1929 als Assistent von Heinrich Nicklisch in Berlin zum Dr. oec. promoviert und habilitierte sich 1934 im Fach Betriebswirtschaftslehre in Leipzig, wo er anschließend bis 1937 als Privatdozent tätig war. Danach lehrte er als außerplanmäßiger Professor an der Universität Heidelberg.
Sandig war von 1920 bis 1921 Mitglied der Organisation Escherich bzw. des Bundes der Brüder vom Stein. 1933 trat er in die SA ein. 1934 unterschrieb er das Bekenntnis der Professoren an den Universitäten und Hochschulen zu Adolf Hitler und dem nationalsozialistischen Staat. Ab 1937 war er Mitglied der NSDAP. 1941 wurde er als Kriegsverwaltungsrat zur Wehrmacht eingezogen. Von 1944 bis 1946 war er in England in Kriegsgefangenschaft. Auf Anordnung der amerikanischen Militärbehörde wurde er 1946 von der Universität Heidelberg entlassen. Im Spruchkammerverfahren zur Entnazifizierung wurde er, weil wissenschaftlich und sachlich orientiert und materiell nicht belastet, in die Gruppe der Mitläufer eingeordnet.
1949 wurde Sandig zum planmäßigen außerordentlichen Professor an die Wirtschaftshochschule (heute Universität) Mannheim berufen. Von 1955 bis zu seiner Emeritierung 1969 war er Ordinarius für Betriebswirtschaftslehre. Er wurde zum Dekan, Prorektor und Rektor gewählt und war Vorsitzender des Verbandes der Hochschullehrer für Betriebswirtschaft. Er war Alter Herr der Burschenschaft Hansea Mannheim.
Von 1967 bis zu seinem Tode war Sandig ehrenamtlicher geschäftsführender Gesellschafter der gemeinnützigen Bumiller-Raab-Haus-Stiftung.
Curt Sandig war verheiratet mit Elly Sandig, geborene Heide. Aus der Ehe ging die 1939 in Heidelberg geborene Germanistin und Linguistin Barbara Sandig hervor, die ebenfalls Professorin wurde.

## Leistungen
Mit seinem 1953 veröffentlichten Hauptwerk Die Führung des Betriebes. Betriebswirtschaftspolitik schuf Sandig wesentliche Anregungen und Grundlagen einer normativen, auf Entscheidungen beruhenden Betriebswirtschaftslehre. Gegenstand seines überarbeitenden, vertieften Buches unter dem Titel Betriebswirtschaftspolitik sind das politische Element des innerbetrieblichen und marktgerichteten Wirtschaftens in Unternehmen und dessen sozialwissenschaftlicher Bezug. Sandig gehört zu den Professoren, die nach dem Zweiten Weltkrieg die Dynamik der Entwicklung der Universität Mannheim bestimmten.
Sandigs 104 Veröffentlichungen umfassten 11 Bücher, 27 Beiträge in Sammelwerken und 58 Aufsätze in Zeitschriften sowie 8 Lebensbeschreibungen und Würdigungen. Außerdem war er Herausgeber bzw. Mitherausgeber der Zeitschriften Neue Betriebswirtschaft und Die Betriebswirtschaft.

## Schriften
- Finanzierung mit Fremdkapital, Stuttgart 1930 (134 S.)
- Bedarfsforschung, Stuttgart 1934 (180 S.)
- Betriebsgemeinschaft als Organisation und Führungsproblem, Berlin 1937 (48 S.)
- Die Führung des Betriebes. Betriebswirtschaftspolitik, Stuttgart 1953, (230 S.)
- Formblätter für den Jahresabschluss. Großformat, 2. Auflage, herausgegeben von Prof. Dr. Kurt Schmalz, Stuttgart 1955 (187 S.); Bearbeitung gemeinsam mit Dipl. Kfm. Karl-Heinz Förster.
- Der Ruf der Unternehmung. Wesen und betriebswirtschaftliche Bedeutung, Stuttgart 1963 (36 S.)
- Finanzierung mit Fremdkapital, Neue Fassung, Sammlung Poeschel, Bd. 40, Stuttgart 1965 (69 S.)
- Betriebswirtschaftspolitik, 2. völlig neu bearbeitet Auflage von ’Die Führung des Betriebes. Betriebswirtschaftspolitik ‛, Stuttgart 1966 (307 S.)
- Finanzen und Finanzierung der Unternehmung, 2. Auflage, Sammlung Poeschel, Band 55, Stuttgart 1968 (112 S.)
- Finanzierung mit Fremdkapital, 2. Auflage, Sammlung Poeschel, Bd. 40, Stuttgart 1974 (80 S.)
- Finanzen und Finanzierung der Unternehmung, 3. Auflage, Sammlung Poeschel, Band 55, Stuttgart 1969 (167 S.); zusammen mit R. Köhler

## Ehrungen
- 1972: Großes Verdienstkreuz der Bundesrepublik Deutschland
- Ehrenmedaille in Gold der Universität Mannheim
- Nach Curt Sandig war in Mannheim ein Studierendenwohnheim, das heutige Bumiller-Raab-Haus, benannt. Das Wohnheim wurde im Hinblick auf Sandigs Beziehungen zum nationalsozialistischen Regime auf Initiative des AStA der Universität Mannheim 2019 umbenannt.[7]